# Angelo Stanchi
Angelo Stanchi (Rome, 1626 - 1673) est un peintre italien de nature morte qui fut actif au XVIIe siècle.  

## Biographie
Angelo Stanchi  a été un artiste de nature morte surtout de fleurs. 
Ses deux frères Niccolò et Giovanni Stanchi ont, eux aussi, été peintres de natures mortes.